# Andreas Mogensen
Andreas Enevold Mogensen (* 2. November 1976 in Kopenhagen) ist ein dänischer Ingenieur und ein Raumfahrer der Europäischen Weltraumorganisation ESA. Er war der erste Däne im Weltraum.

## Ausbildung
Nach dem Abitur 1995 studierte Mogensen Luft- und Raumfahrttechnik am Imperial College London, welches er 1999 mit dem Mastergrad abschloss. 2003 begann er sein Promotionsstudium an der University of Texas at Austin und erwarb 2007 den Grad eines Ph.D. in Luft- und Raumfahrttechnik.
Während des Studiums war er als Forschungsassistent am Zentrum für Raumforschung tätig und befasste sich in seiner Doktorarbeit mit der „Echtzeitnavigation für die Marsannäherung unter Verwendung des Mars als Sendernetz.“ Seine Forschung konzentrierte sich auf die präzise Navigation während der Endannäherung eines Satelliten an den Mars unter Ausnutzung des Dopplereffekts beim Senden und Empfangen von Funkwellen zwischen dem Satelliten und dem Mars.

## Wissenschaftliche Karriere
Zwischen 1999 und 2003 arbeitete Mogensen in der Forschungs- und Entwicklungsabteilung von Vestas Wind Systems in Dänemark und in der Ölindustrie im Kongo.
Nach der Promotion kam Mogensen über HE Space Operations, einem Personaldienstleister für Raumfahrtexperten, zu EADS Astrium nach Friedrichshafen und arbeitete als Ingenieur für Lage- und Bahnregelung sowie für Lenkung, Navigation und Steuerung im ESA-Projekt SWARM mit.
Mogensen ist derzeit Wissenschaftlicher Mitarbeiter am Raumfahrtzentrum der University of Surrey und befasst sich mit der Präzisionslenkung, Navigation und Kontrolle für Punktlandungen bei Mond- und Marsmissionen.

## Raumfahrt

### Aufnahme ins ESA-Astronautenkorps und Grundausbildung
Am 20. Mai 2009 stellte die ESA Andreas Mogensen, neben fünf Weiteren, als neuen Raumfahrerkandidaten für das Europäische Astronautenkorps vor. Seine Grundausbildung zum Astronauten schloss er am 22. November 2010 ab.

### MissionIriss
Sein erster Raumflug begann am 2. September 2015 und endete am 12. September 2015. Er gehörte zu der Mannschaft, die einen Raumschifftausch an der ISS vornahm: der Hinflug erfolgte mit Sojus TMA-18M, der Rückflug nach zehn Tagen mit Sojus TMA-16M. Die Mission von Andreas Mogensen hieß Iriss, eine Kombination aus dem Namen der griechischen Göttin „Iris“ und der Bezeichnung „ISS“.

### MissionHuginn– ISS-Expeditionen 69/70

#### Auswahl
Am 23. März 2022 teilte die ESA in einer Pressemitteilung mit, dass Andreas Mogensen für eine Langzeitmission zur ISS ausgewählt wurde. Mogensen ist bei der am 26. August 2023 gestarteten SpaceX Crew-7 Mission als Pilot der Dragon-Kapsel eingesetzt. Das ist laut ESA „das erste Mal, dass ein internationaler Partner-Astronaut die Rolle des Piloten für eine SpaceX-Mission der NASA übernimmt.“ Die Mission trägt den Titel Huginn, nach „Hugin und Munin“, den beiden Raben Odins in der nordischen Mythologie.

#### Missionsverlauf
Mogensen startete am 26. August 2023 mit dem Raumschiff SpaceX Crew-7 zur ISS, das Andocken an der Station erfolgte am Tag danach. Begleitet wurde er von der US-Amerikanerin Jasmin Moghbeli, dem Japaner Satoshi Furukawa und dem Russen Konstantin Borissow. Auf der Station traten sie der Expedition 69 bei. Am 26. September übernahm er das Kommando für die Expedition 70. Am 12. März 2024 kehrte Mogensen zusammen mit Moghbeli, Furukawa und Borissow auf die Erde zurück. Mit der Landung endete die Mission Huginn.

#### Forschung
Während der Mission Huginn soll Andreas Mogensen über 30 europäische Experimente durchführen. Diese sind in drei Kategorien eingeteilt: Klima, Gesundheit, und die Nutzung des Weltraums für Anwendungen auf der Erde. Dabei ist ein diverses Versuchsspektrum geplant, darunter fallen Experimente zum Filtern von Wasser und die Untersuchung von Gewittern. Mogensen wird sich mit dem Schlaf und der mentalen Gesundheit von Astronauten befassen, aber auch an additive Fertigungsverfahren und Robotik forschen.